# Trigonoptera laevepunctata
Trigonoptera laevepunctata är en skalbaggsart som beskrevs av Stefan von Breuning 1950. Trigonoptera laevepunctata ingår i släktet Trigonoptera och familjen långhorningar. Inga underarter finns listade i Catalogue of Life.